# Джеффрі Пікард
Джеффрі Пікард (англ. Geoffrey Picard, 20 березня 1943 — 14 вересня 2002) — американський академічний веслувальник.
Бронзовий призер Олімпійських Ігор 1964 року в складі розпашної четвірки без стернового.